# Orimarga (Orimarga) pruinosa
Orimarga (Orimarga) pruinosa is een tweevleugelige uit de familie steltmuggen (Limoniidae). De soort komt voor in het Palearctisch gebied.